# Marktredwitz
Marktredwitz è un comune tedesco, situato nel land della Baviera.

## Posizione
La città è situata in una valle fra il Steinwald e la Kösseine, circa 15 chilometri lontano dal confine con la Repubblica Ceca.
I comuni limitrofi sono: Bad Alexandersbad, Wunsiedel, Thiersheim e Arzberg dal circondario di Wunsiedel, cioè nell'Alta Franconia, e Pechbrunn e Waldershof dal circondario di Tirschenreuth nel distretto governativo dell'Alto Palatinato.

### Paesi
I seguenti paesi appartengono a Marktredwitz:
| - Brand - Breitmühle - Dörflas - Fridau - Glashütte - Grafenstein - Grünitzmühle - Haag - Hammerberg - Haingrün | - Katharinenhöhe - Korbersdorf - Leutendorf - Lorenzreuth - Manzenberg - Meußelsdorf - Miedelmühle - Neu-Haag - Oberredwitz - Oberthölau | - Pfaffenreuth - Reutlas - Rößlermühle - Unterthölau - Thölau - Wölsau - Wölsauerhammer - Wuttigmühle - Ziegelhütte |

## Storia

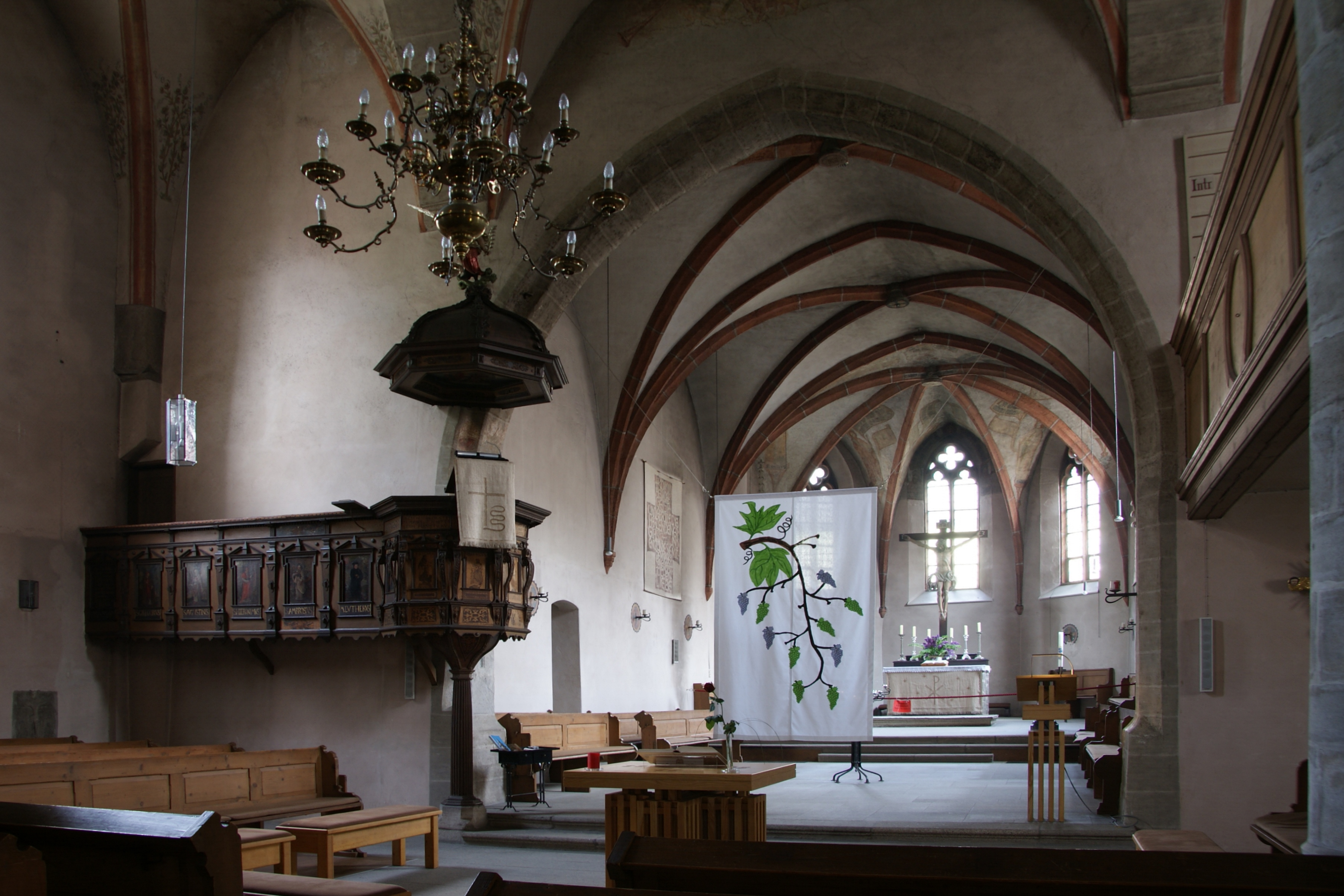
Chiesa di San Bartolomeo

Marktredwitz è menzionata per la prima volta sotto il nome Radewitze (in seguito Redwitz) nel 1140. Ludovico IV regalò il paese nel 1339 al monastero di Waldsassen, il quale vendette Marktredwitz un anno dopo a Cheb (oggi situato nella Repubblica Ceca). Nel 1788 venne fondata la CFM, una delle prime fabbriche chimiche. Nel 1816 Marktredwitz fu unita alla Baviera - in cambio la Baviera dette la città di Vils all'Austria. Oggi le due città sono gemellate (vedi sotto). Marktredwitz ricevette il diritto civico nel 1907 e il titolo Markt, che aveva prima, diventò una parte del nome stesso. Dopo solo 12 anni la città divenne una città extracircondariale nel 1919.
Con la riforma del terreno nel 1972 Marktredwitz ha perso il suo stato di città extracircondariale ed è nel distretto di Wunsiedel, la maggiore città del circondario.
Nel 1985 fu scoperto un pesante inquinamento, originato dalla summenzionata fabbrica CFM, soprattutto del suolo e dell'acqua, contaminati da mercurio. La fabbrica è stata chiusa, il terreno è stato sanato. In questo luogo si trova oggi il centro commerciale chiamato KEC.
A causa della Landesgartenschau nel 2006 è stato sanato un altro terreno ed è stato costruito un parco. Marktredwitz ha organizzato questa mostra di fiori e di giardini assieme a Cheb.

## Amministrazione

### Gemellaggi
Marktredwitz è gemellata con 4 città del mondo:
- La Mure, dal 1983

- Vils (Austria), dal 1992

- Castelfranco Emilia, dal 1997

- Roermond, dal 2006

## Cultura ed attrazioni

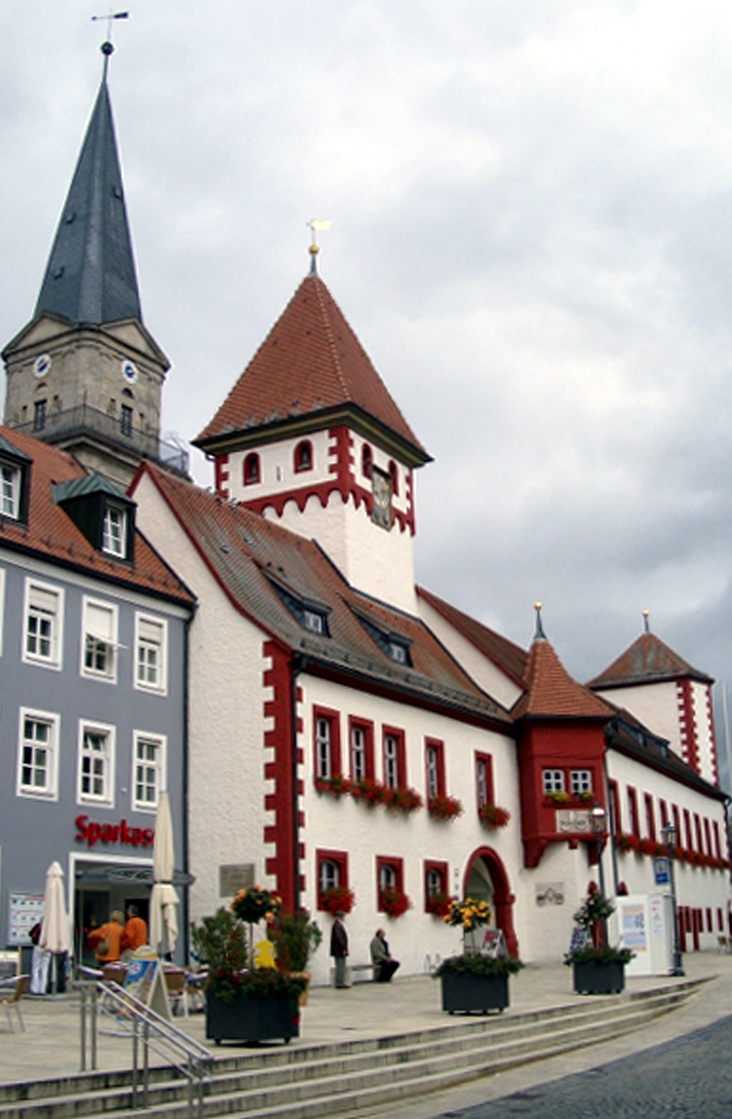
Il municipio di Marktredwitz

### Musei
Nel Egerland-Kulturhaus (tradotto letteralmente Casa della cultura del terreno di Cheb) si collezionano memorie di questo terreno. Nel 2000 è stato allargato e hanno aggiunto un riparto
multimedia.
Nel municipio nuovo si trova la camera di Goethe. Qui il poeta soggiornò dal 13 al 18 agosto 1822, mentre visitava Marktredwitz.

### Sport
A Marktredwitz si trova la prima piscina ad ozono della Germania oltre che una piscina all'aperto, sanata nel 2006 durante i lavori per la Landesgartenschau. Il parco della Landesgartenschau è stato riaperto nel 2007 e costituisce un altro spazio per il benessere in luogo centrale.

## Economia ed infrastrutture

### Economia
Marktredwitz è il centro dell'economia del circondario di Wunsiedel. Una delle aziende più importante è l'Edeka, una catena di supermercati, la cui sede per il settore Diska della Baviera Nord è proprio a Marktredwitz. Troviamo poi la CeramTec AG, un'azienda operante nel settore della tecnica per chimica, elettronica e medicina.

### Collegamenti

#### Strade
L'autostrada A93 ha un'uscita per Marktredwitz, inoltre le strade statali 303 e 15 attraversano la città. Ci sono piani per costruire un'autostrada attraverso il Fichtelgebirge, e se sarà costruita davvero l'intersezione dell'A93 e la strada nuova sarebbe a Marktredwitz.

#### Autobus
Ci sono sia linee cittadine che regionali.

#### Ferrovie
La stazione di Marktredwitz è una crocevia per le linee Norimberga-Cheb e Monaco-Ratisbona-Hof-Chemnitz-Dresden.

#### Aereo
Marktredwitz è in mezzo fra importanti aeroporti tedeschi e cechi. Gli aeroporti di Hof (50 km), Karlovy Vary (75 km), Norimberga (125 km), Altenburg (145 km) e Lipsia (245 km) sono facili da raggiungere.